# Neurocordulia xanthosoma
Neurocordulia xanthosoma – gatunek ważki z rodziny szklarkowatych (Corduliidae). Występuje na terenie Ameryki Północnej.